# Murgrönsläktet
Murgrönsläktet (Hedera) är ett släkte i familjen araliaväxter med 13 arter från Europa, Nordafrika och Asien.
Arter enligt Catalogue of Life:
- Hedera algeriensis
- Hedera azorica
- Hedera canariensis
- Hedera caucasigena
- Hedera colchica
- Hedera cypria
- Hedera helix
- Hedera hibernica
- Hedera iberica
- Hedera maderensis
- Hedera maroccana
- Hedera nepalensis
- Hedera pastuchovii
- Hedera rhombea
- Hedera sinensis
- Hedera taurica

## Bildgalleri

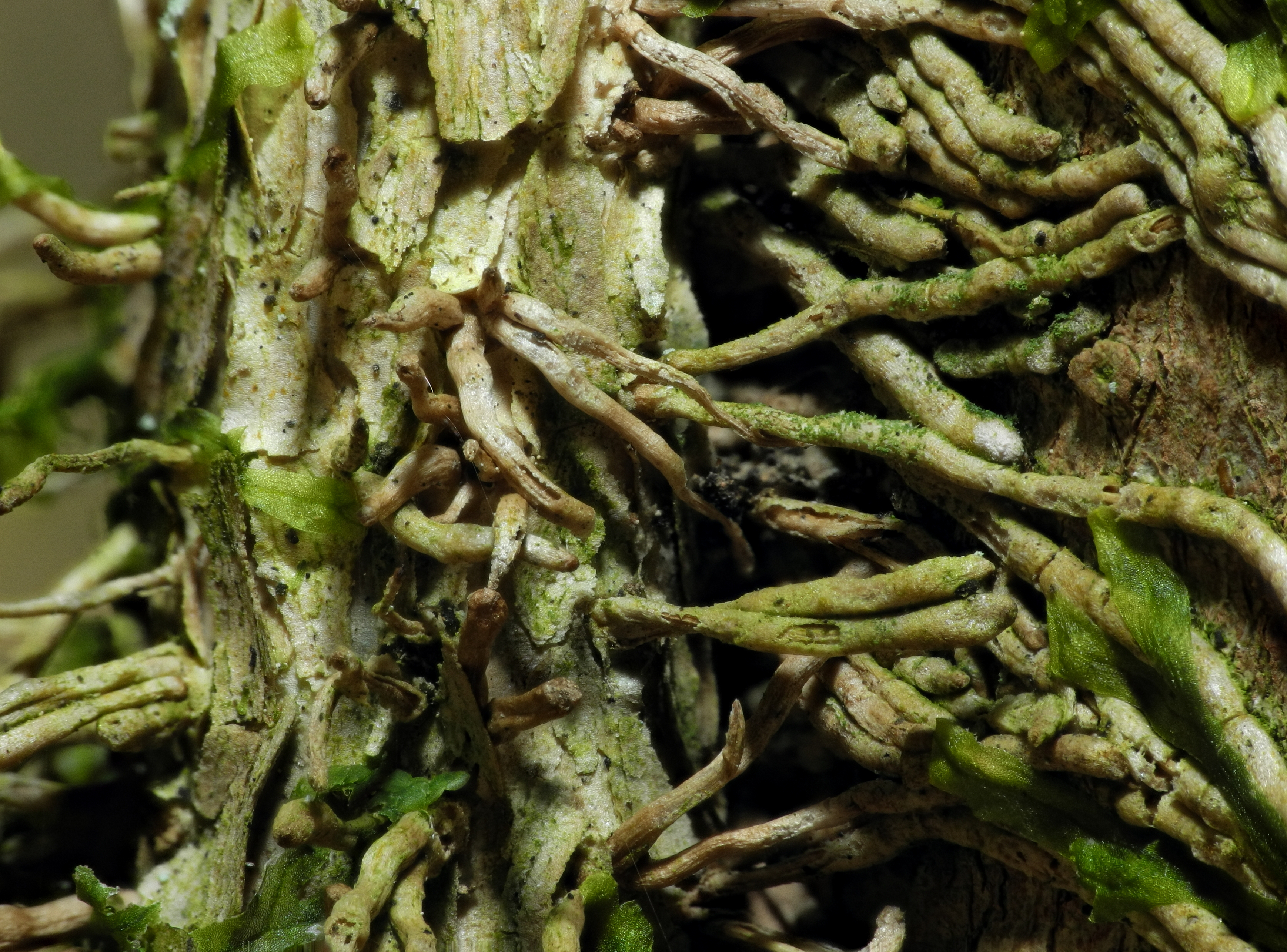
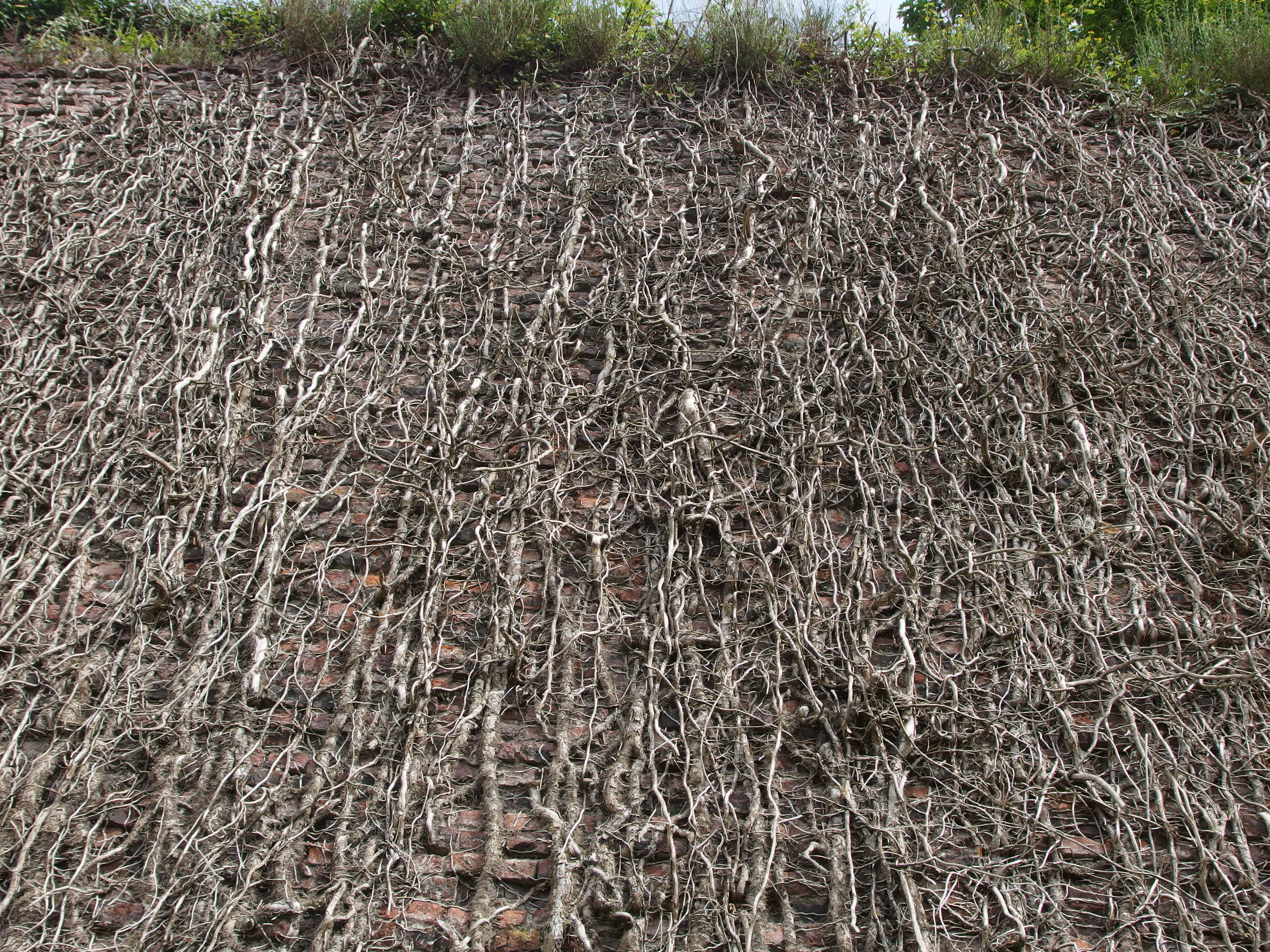
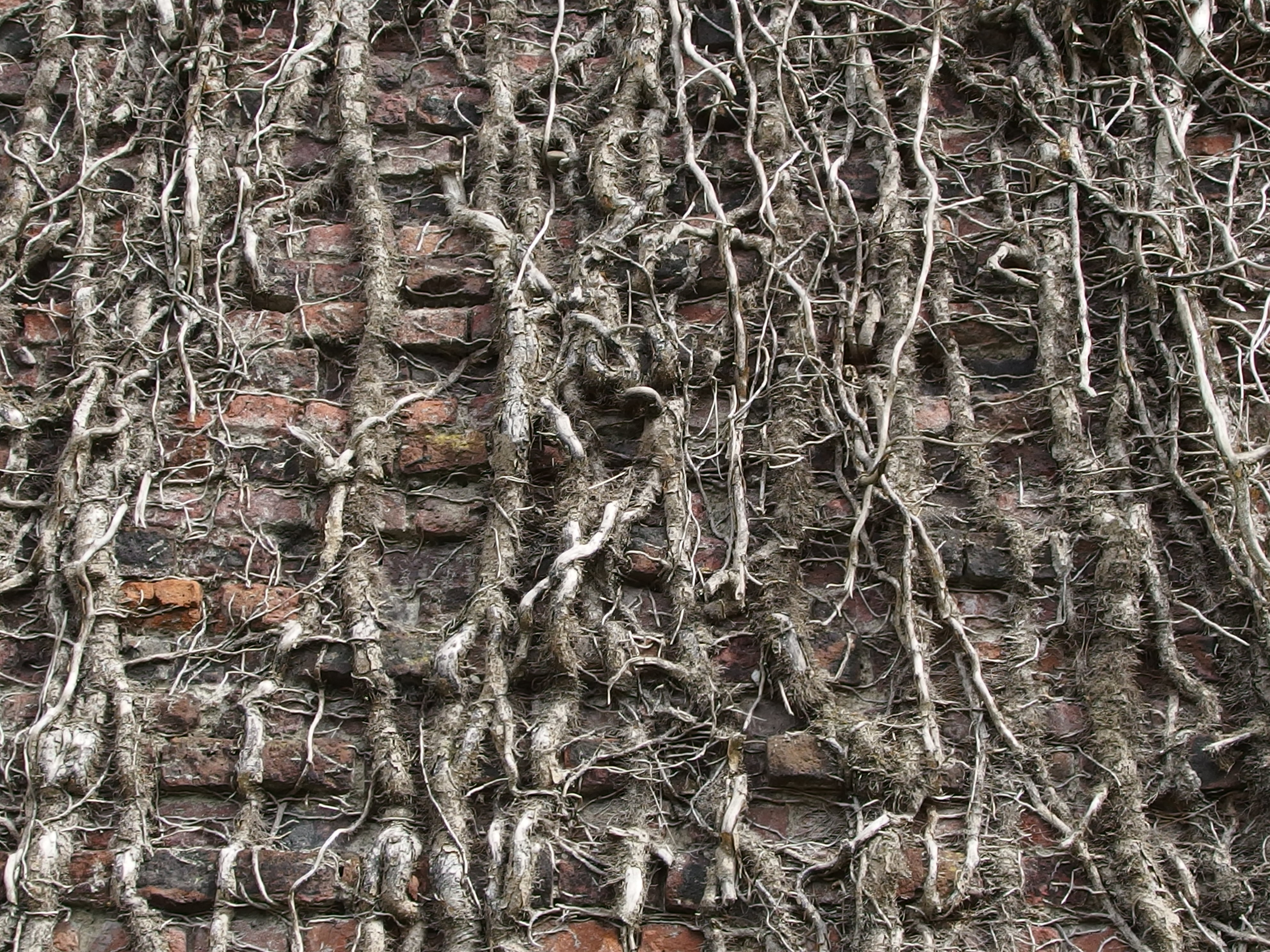
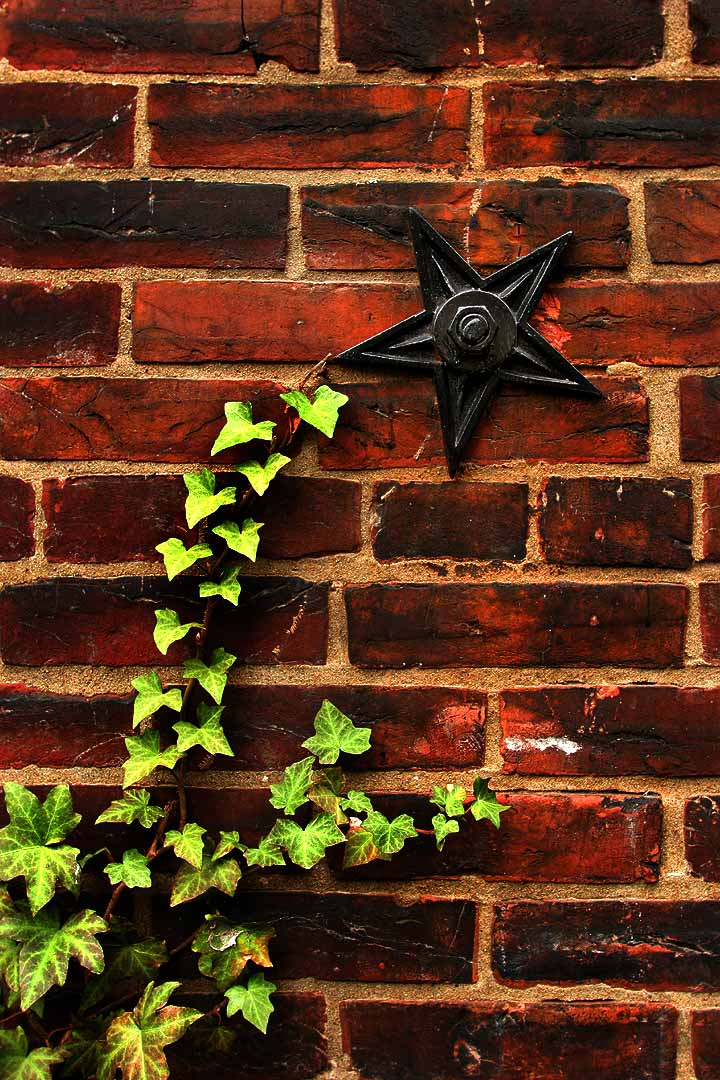
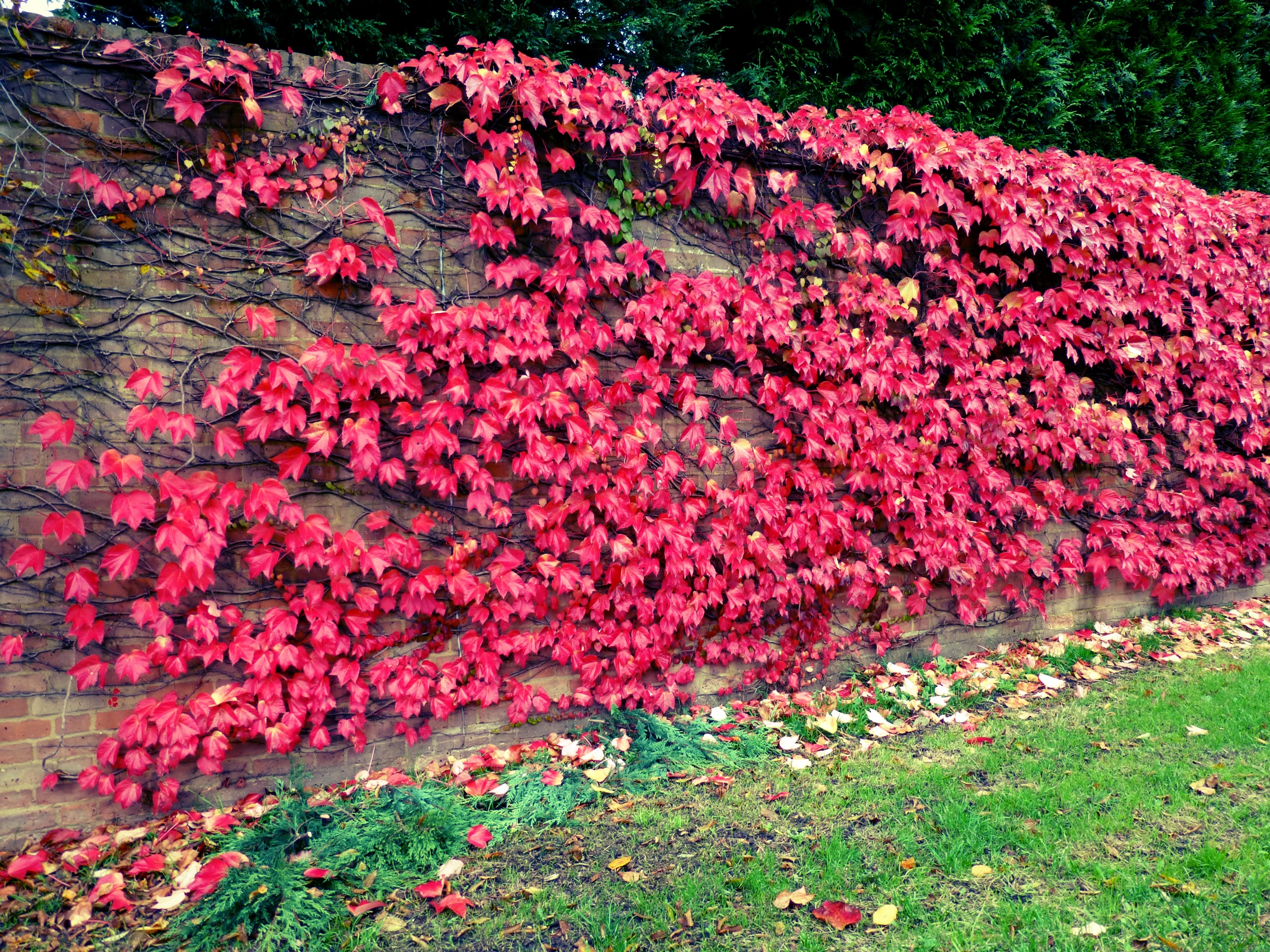
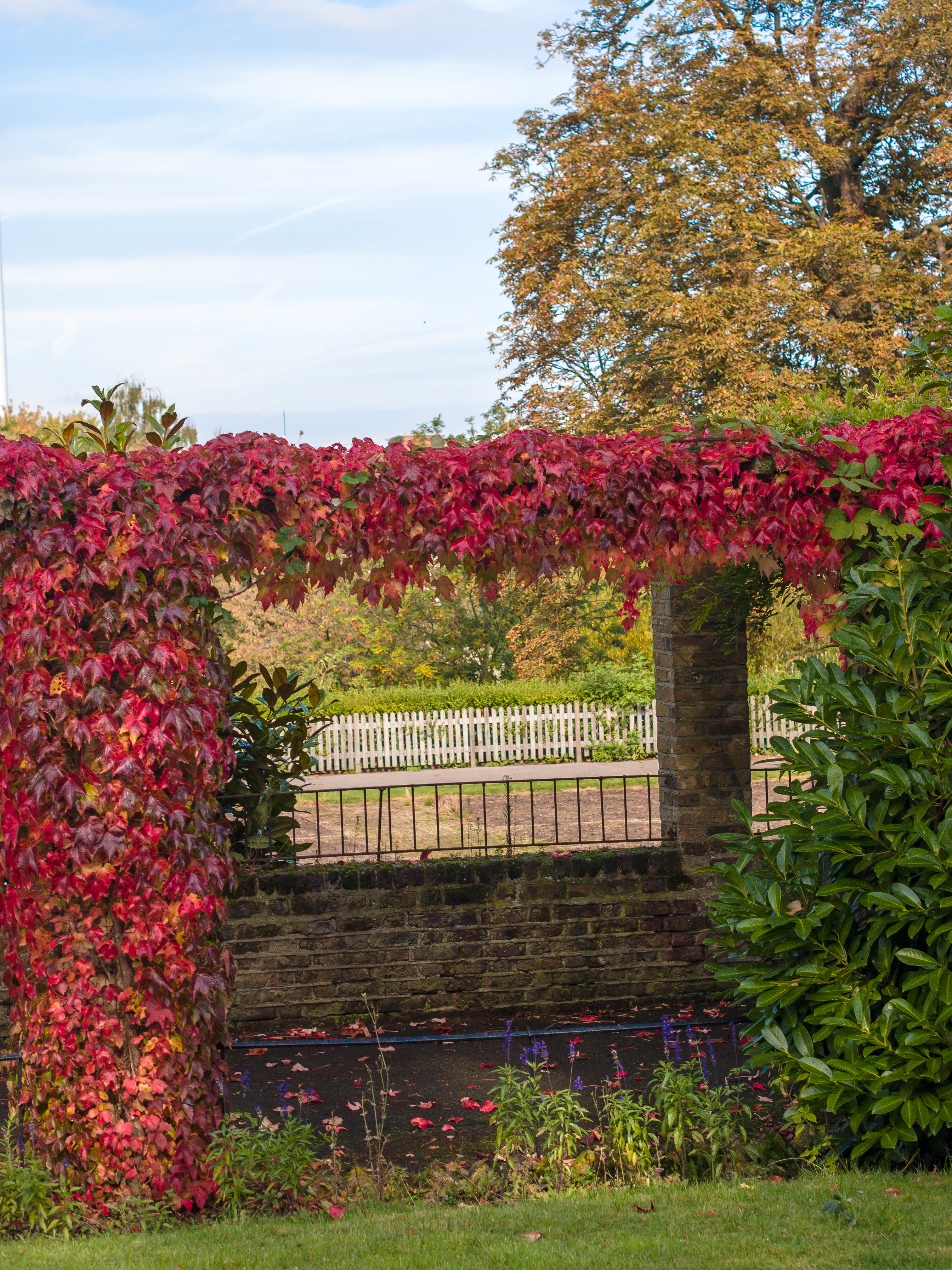